# 鄭恩宇
鄭恩宇（韓語：정은우，1986年4月10日—），韓國男演員。出道時，以本名鄭東鎮演出戲劇，後使用藝名鄭恩宇。2014年12月24日被報導與演員朴韓星交往中，但在交往7個月後因壓力大而分手告終。

## 影視作品

### 電視劇
- 2006年：KBS《美麗愛情的離別》飾演 康昊
- 2006年：KBS《Sharp3》飾演 嚴誠民
- 2006年：MBC《火花遊戲》
- 2007年：MBC《H.I.T》飾演 金日柱
- 2010年：KBS《推奴》飾演 龍骨大部下
- 2010年：MBC《被稱為神的男子》飾演 孫澈
- 2010年：KBS《笑吧！東海》飾演 金善友
- 2010年：KBS《SMART ACTION》飾演 太昊
- 2011年：SBS《太陽的新娘》飾演 崔鎮赫
- 2012年：SBS《五指》飾演 洪宇進
- 2013年：SBS《陌生人》（短劇）飾演 李永浩
- 2013年：KBS《Drama Special－持續的喜悅》飾演 俊基
- 2013年：SBS《好好長大的女兒荷娜》飾演 薛道賢
- 2014年：KBS《Drama Special－看書痴列傳》飾演 清俊
- 2015年：SBS《我的心一閃一閃》飾演 具光慕
- 2015年：SBS《歸來的黃金福》飾演 金文赫／姜文赫
- 2018年：KBS《我唯一的守護者》飾演 王二陸
- 2019年：JTBC《加油吧威基基2》飾演 韓秀妍的丈夫

### 電影
- 2007年：《我的野蠻教師2》（走錯房門上對床）飾演 雨城的朋友
- 2009年：《연쇄부인》
- 2010年：《不良男女（朝鲜语：불량남녀）》飾演 尚赫
- 2013年：《Miss Change》飾演 賢九
- 2021年：《記憶：操縱謀殺》（直譯）飾演 鄭宇

## 獲獎
- 2012年：SBS演技大賞－New Star獎（太陽的新娘、五指）
- 2013年：SBS演技大賞－獨幕劇部門 特別演技賞（陌生人）

## 外部連結
- NATE （页面存档备份，存于）
- NAVER （页面存档备份，存于）